# 质量效应 (游戏)
《质量效应》是一款由BioWare开发，微软游戏工作室和艺电发行的动作角色扮演游戏，最初在2007年发行于Xbox 360平台，为质量效应系列的第一部作品。游戏背景设定于2183年的银河系，银河系文明受到了一个由合成有机星舰组成的高度先进的机械种族的威胁。玩家扮演一名人类精锐士兵薛帕德指挥官，阻止一名叛变特工将机械种族引入银河系。玩家需要完成多个任务任务，通常涉及太空探索、小队和载具战斗以及与非玩家角色互动。
《质量效应》从一开始就计划为三部曲的第一部，开发历时三年半，并使用了虚幻3游戏引擎。游戏设计玩家扮演一个中心角色，可以做出重要决定，并以多种方式影响游戏故事。战斗系统融入角色扮演游戏的策略和定制元素，但通过一个更简单和实时的第三人称射击界面呈现。2008年和2009年，包含新任务的两个可下载内容发布。
游戏受到了业界的一致好评，截至2008年1月销量超过150万。评论赞扬了游戏的互动式叙事和电影级设计，批评了其不平衡的战斗机制和糟糕的人工智能。本作获得多项年终奖，包括2007年斯派克电子游戏大奖的最佳RPG和2008年互动成就奖的年度最佳角色扮演游戏。《质量效应》于2008年和2012年分别移植到Microsoft Windows和PlayStation 3平台。续作《质量效应2》和《质量效应3》分别于2010年和2012年发行。三部曲的复刻版《质量效应 传奇版》于2021年推出。

## 游戏玩法
《质量效应》是一款单人動作角色扮演遊戲，玩家以第三人称视角控制薛帕德指挥官。薛帕德的性别、外观、军事背景、战斗训练和名字由玩家在游戏开始前确定。有六种不同的角色職業供玩家选择，每种角色都有不同的技能，可增强玩家的战斗力。例如，战士（Soldier）的武器伤害和自身血量有所加强，而哨兵（Sentinel）则着重于保护和治疗盟友。在游戏中的某个时刻，玩家可以将他们的基础能力转化为两种专业能力中的一种，这取决于玩家选择的职业。虽然所有职业都可以使用任意武器，但每种职业只有使用其擅长的武器才能发挥效果。
游戏的世界是一个星系地图，玩家通过探索星系来寻找并完成任务。大部分主线任务包含作战任务，其他支线任务通常涉及物品收集或与非玩家角色互动。随着游戏进程的发展，六名成员将陆续加入玩家队伍，每位成员都可训练独特的技能。玩家可通过多种方式获取经验值，如完成任务、击杀敌人或寻找并收集物品。每当获得足够的经验，玩家会“升级”并获得一些技能点，这可用于为薛帕德及其小队成员升级技能。每种技能有12个可解锁等级，解锁一个等级需花费一个技能点。
玩家的主要交通工具是星舰，它也是薛帕德的行动基地。在星舰上，玩家可以与小队成员互动，购买新设备，前往众多星系。虽然游戏中玩家可调查大量的行星，但实际上只有少数行星可以着陆并供玩家探索。其中一些也可以进行调查以搜索有价值的资源和与任务相关的物品。登陆行星后，玩家可以徒步行走或使用名为M35 Mako的全地形步兵战车。游戏中多数主线任务都是步行战斗，部分任务可能需要用到M35 Mako。相比之下，支线任务通常要求玩家使用车辆自由漫游未知世界。玩家可从定居点的商人处购买装甲、武器和弹药升级等项目，或者在周围环境中找到它们。

### 战斗系统

战斗中，玩家可以暂停动作显示小队的用户界面并为小队成员选择不同的技能。小队的生命值和护盾显示在屏幕的左下角。

《质量效应》中的战斗系统为小队制，两名小队成员跟随玩家战斗。玩家直接控制薛帕德，而小队成员则由游戏的人工智能控制。虽是实时战斗，但玩家也可随时暂停行动以稳定地瞄准敌人并为小队成员选择不同的技能。游戏使用类似于第三人称射击游戏的过肩镜头，并具有掩体系统，允许玩家在与敌军交战时战略性地隐藏在物体后。玩家还可以向小队成员下达指令，例如让他们藏在掩体后、侦察前进、重新集合或者集火目标。
玩家可使用的武器有單膛室手槍、散彈槍、突击步枪和狙击步枪。枪械拥有无限弹药，但如果玩家长时间持续射击，枪管会过热。此外，玩家可以使用手榴弹锁定目标引爆或者附着在表面远程引爆。除基础的生命值外，薛帕德和小队成员还受到伤害吸收护盾的保护。生命值只有在护盾被摧毁后才会开始降低，但如果玩家没有穿着合适的盔甲，热量或毒剂等环境危险可能会直接影响生命值。玩家可使用医疗胶（Medi-gel）恢复生命值，在玩家未着火时，护盾会在短时间内自动再生。群体复活（Unity）技能可以复活倒下的小队成员。但如果薛帕德本人死亡，玩家必须从上一个存档点再次开始游戏。

### 对话与道德系统
在与角色对话时，游戏采用了一种径向控制菜单，称为对话轮，玩家的对话选项位于对话轮的各个方向。对话轮的左侧选项通常会引发深入的对话，右侧选项倾向于结束对话，顶部的回答通常更加礼貌与无私，而底部的回应更具攻击性和敌意。对话选择会影响其他人对薛帕德的反应并影响玩家选择的道德系统。道德系统由楷模值（魅力）和叛逆值（恐吓）来衡量。这些值可使玩家解锁特殊的楷模和叛逆对话选项，对游戏剧情产生重大影响。

## 剧情

### 设定与角色

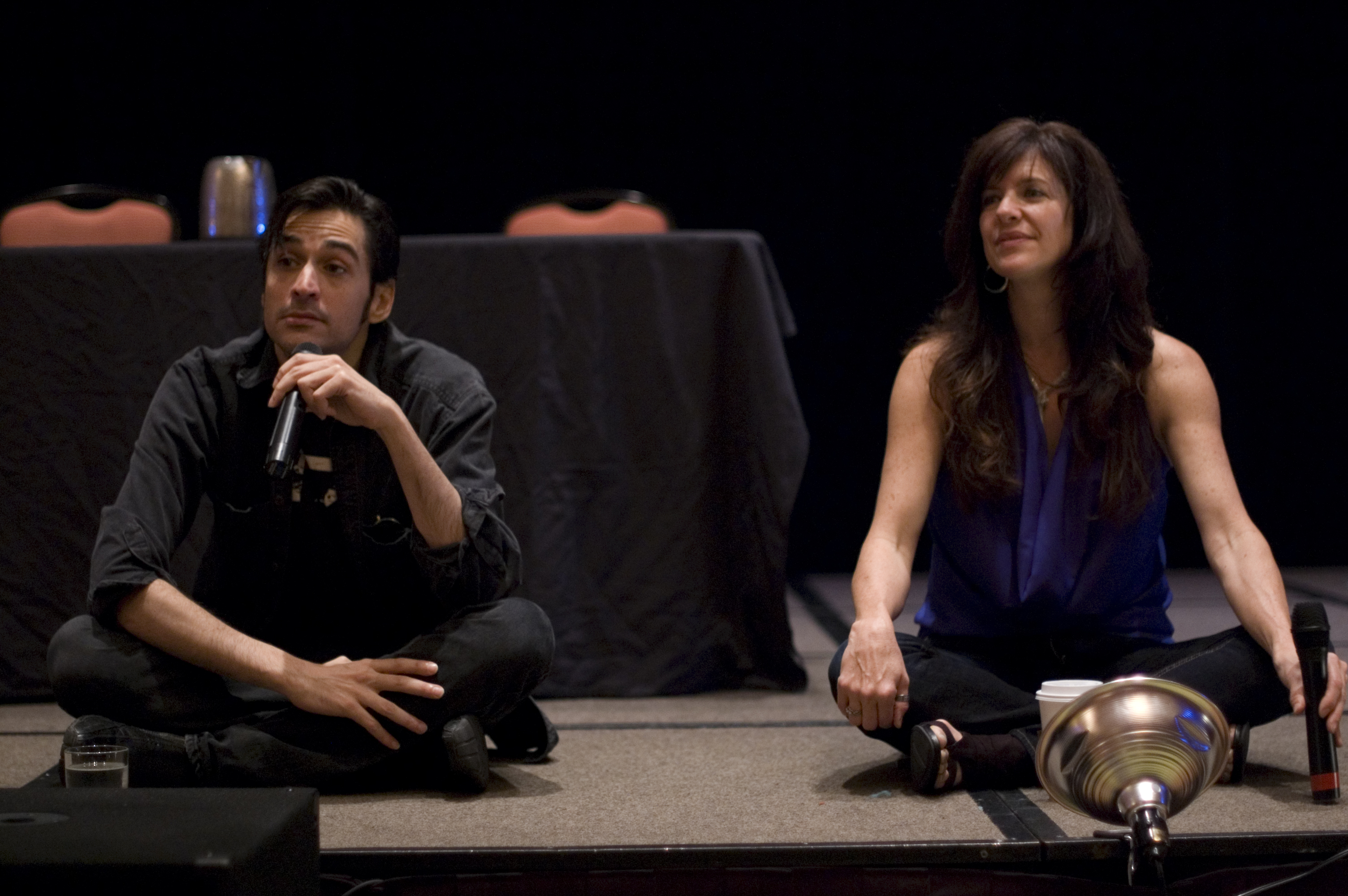
马克·米尔（左）和詹妮弗·黑尔（右） 为游戏中的男性和女性主角薛帕德指挥官配音。

《质量效应》设定于2183年的银河系，质量中继器（Mass Relay）的发现使星际旅行成为可能，这一公共交通设施据信由一个已灭绝的外星种族——普洛仙（Prothean）建造。术语“质量效应”被定义为质量否定技术的一种形式，其允许创造人工重力或超光速旅行等物理现象。联合政府机构神堡议会（Citadel Council）控制了银河系的大部分地区，负责维护银河系各种族的法律与秩序。属于神堡议会的种族有人类、阿莎丽（Asari）、赛拉睿（Salarian）和突锐（Turian）。游戏中出现的其他外星种族包括爬虫人克洛根（Krogan)，身着防护服的奎利（Quarian）以及与其敌对的网络人工智能桀斯（Geth）等。人类的代表是星系联盟（Systems Alliance），星联于2157年加入神堡议会。
游戏主角是薛帕德指挥官，他是星系联盟特种部队计划的毕业生以及特种战术与侦察（幽灵，Spectre）部队第一个人类种族候选人，神堡议会授予幽灵特工更大的权力以保护银河系。薛帕德的小队成员有人类星系联盟陆战队凯登·阿兰科（Kaidan Alenko）、星联士兵阿什丽·威廉姆斯（Ashley Williams）、突锐神堡保安盖拉斯·瓦卡里安（Garrus Vakarian）、克洛根雇佣兵厄诺德·莱克斯（Urdnot Wrex）、奎利机械师塔莉'佐拉（Tali'Zorah）、阿莎丽外星考古学家莉亚娜·T'苏尼（Liara T'Soni）。其他角色包括诺曼底号（SSV Normandy）星舰舰长大卫·安德森（David Anderson）及飞行员杰夫·“Joker”·莫罗（Jeff "Joker" Moreau）等。

### 故事
薛帕德和凯登受命前往伊甸主星（Eden Prime）的人类殖民地回收出土的普洛仙信标。他们击退了桀斯的攻击，并拯救了阿什丽。叛变的突锐幽灵萨伦·阿特留斯（Saren Arterius）在逃跑前激活了信标。薛帕德抵达信标处并从中收到了战争与死亡的画面。唐纳尔·乌迪纳（Donnel Udina）大使将诺曼底号及其舰员召集到神堡空间站，没有确凿证据的薛帕德无法让神堡议会相信萨伦的背叛行为。薛帕德遇见了盖拉斯和莱克斯，并救下了塔莉，后者握有萨伦和阿莎丽女族长贝妮西亚（Benezia）之间的对话记录。记录中两人讨论了他们的胜利，同时还提到了神器“圣途”（Conduit）和收割者（Reaper）的回归，收割者是一种高度先进的机械种族，个体为合成有机星舰，据信其每过5万年消灭一次所有有机文明。议会解除了萨伦的幽灵身份，并任命薛帕德为第一名人类幽灵。安德森将诺曼底号的指挥权移交给薛帕德，薛帕德开始着手追查安德森和乌迪纳提供的几条线索。
在塞伦星球（Therum），薛帕德营救了贝妮西亚的女儿莉亚娜·T'苏尼，她因其强大的异能和对普洛仙的专业知识而加入薛帕德的小队。在菲洛斯星（Feros）的殖民地，薛帕德与萨伦的部队作战，并了解到他的旗舰霸主（Sovereign）拥有独特的精神控制能力。薛帕德于诺维利亚星（Noveria）追踪并击败了贝妮西亚，贝妮西亚透露她和萨伦正受到霸主的教化。与此同时，议会通知薛帕德，一支赛拉睿渗透部队发现了萨伦在沃梅尔星（Virmire）的主基地。薛帕德抵达后得知萨伦已经发现了治疗克洛根遗传疾病“基因噬体”（Genophage）的方法，并计划培育出一支势不可挡的克罗根战士军队。莱克斯和薛帕德在是否将解药摧毁一事上发生冲突，玩家可选择杀死莱克斯或说服他。冲突后，薛帕德放置炸弹协助赛拉睿人摧毁基地。在基地内部，薛帕德遇到了霸主，后者表明其真实身份为收割者。
霸主表示收割者仍在银河系之外，等待有机生命的进化并发现质量中继器，然后在文明到达巅峰时收割它们。之后，凯登和阿什丽在执行任务中受到敌方的牵制，薛帕德只能选择营救一人。薛帕德遭遇萨伦，萨伦声称他对霸主的效忠会证明有机生命对收割者的用处从而拯救他们。莉亚娜在后方的诺曼底号上确认了圣途的位置：一个名为埃洛斯（Ilos）的普洛仙星球。在那里，薛帕德得知神堡空间站实际上是一个巨大的质量中继器，而收割者使用它来入侵银河系。在上一个灭绝轮回中，一些普洛仙人通过深低溫保存的方式在埃洛斯星幸存，然后通过圣途——一个用逆向工程设计的微型质量中继器，伪装成空间站上的一个雕像——重新进入神堡。普洛仙人破坏了神堡，以防止收割者远程激活神堡质量中继器，而萨伦则企图恢复这一通道。
在神堡上与大量桀斯部队交战后，薛帕德找到了萨伦。如果薛帕德说服他反抗霸主，萨伦会自杀，否则他会被薛帕德杀死。载有神堡议会议员的旗舰天命超凡号（Destiny Ascension）此时请求援助。薛帕德必须选择冒着重大人员伤亡来拯救他们或者牺牲他们以追捕霸主。霸主控制萨伦的尸体攻击薛帕德，同时击退了星联部队。最终，薛帕德摧毁了萨伦的尸体，霸主被诺曼底号消灭。如果议会存活，人类会被邀请加入议会，否则，人类会成为新的领导者。无论怎样，薛帕德都可以提名安德森或乌迪纳担任这一新的领导职位。最后，薛帕德发誓要结束收割者的威胁。

## 开发
《质量效应》由BioWare开发，凯西·哈德森监制，他之前曾任BioWare于2003年发行的游戏《星球大战：旧共和国武士》的总监。游戏的预开发始于2004年初，即《旧共和国武士》的Microsoft Windows版本发行后不久。开发团队已经熟悉Xbox游戏机，由于其下一代产品Xbox 360的处理能力和开发工具有所改进，所以他们决定最初在此平台开发游戏。有130人参与了游戏开发，最初的6到8个月用于构思游戏框架。《质量效应》使用虚幻引擎3作为基础，但最重要的是团队为先进的数字演员、太空探索和小队战斗开发了额外组件，导致其成为当时BioWare最大的编程项目。在游戏的三到四年开发周期中，大部分时间都用于开发这些技术。
由于BioWare想要创造一个宏大而难忘的故事，所以《质量效应》从一开始就被设定为三部曲的第一部，其拥有的相当大的技术基础将有助于缩短未来续作的开发周期。开发人员希望玩家扮演一个必须做出重要决定的核心角色，而不是空洞的主角。根据哈德森的说法，这种方法可以让他们创造出独特的“强度和电影化力量”，同时为玩家提供与以前BioWare游戏相同的角色扮演定制。选择与后果是高优先级，因为开发人员不希望玩家遵循预先设定的路径。当玩家与游戏中的角色互动时会具有广泛的对话选项，因此团队创建了对话轮以帮助玩家明确各种回应所代表的情绪。开发人员在创建对话可将数字演员的面部表情和身体动作加入角色中。
哈德森解释道，他们希望将《旧共和国武士》的伪回合制战斗变为实时第三人称射击游戏界面。战斗系统旨在提供角色扮演游戏的策略和定制元素，但通过一个更简单、更直观的用户界面。这种设计也是为了让玩家无需按很多按钮即可完成小队不同的攻击组合。团队与微软在界面的几个要素上密切合作，确保战斗系统有足够的战术元素，并通过大量反复试验平衡角色扮演游戏和射击游戏的战斗系统。创造探索的成就感是一个重要目标。开发商希望游戏能够展示一个可以在核心故事位置之外探索的真实星系。虽然一个非常庞大的团队手动建造了银河系的几个部分，但他们开发的工具和技术帮助他们显著扩展了可玩空间。

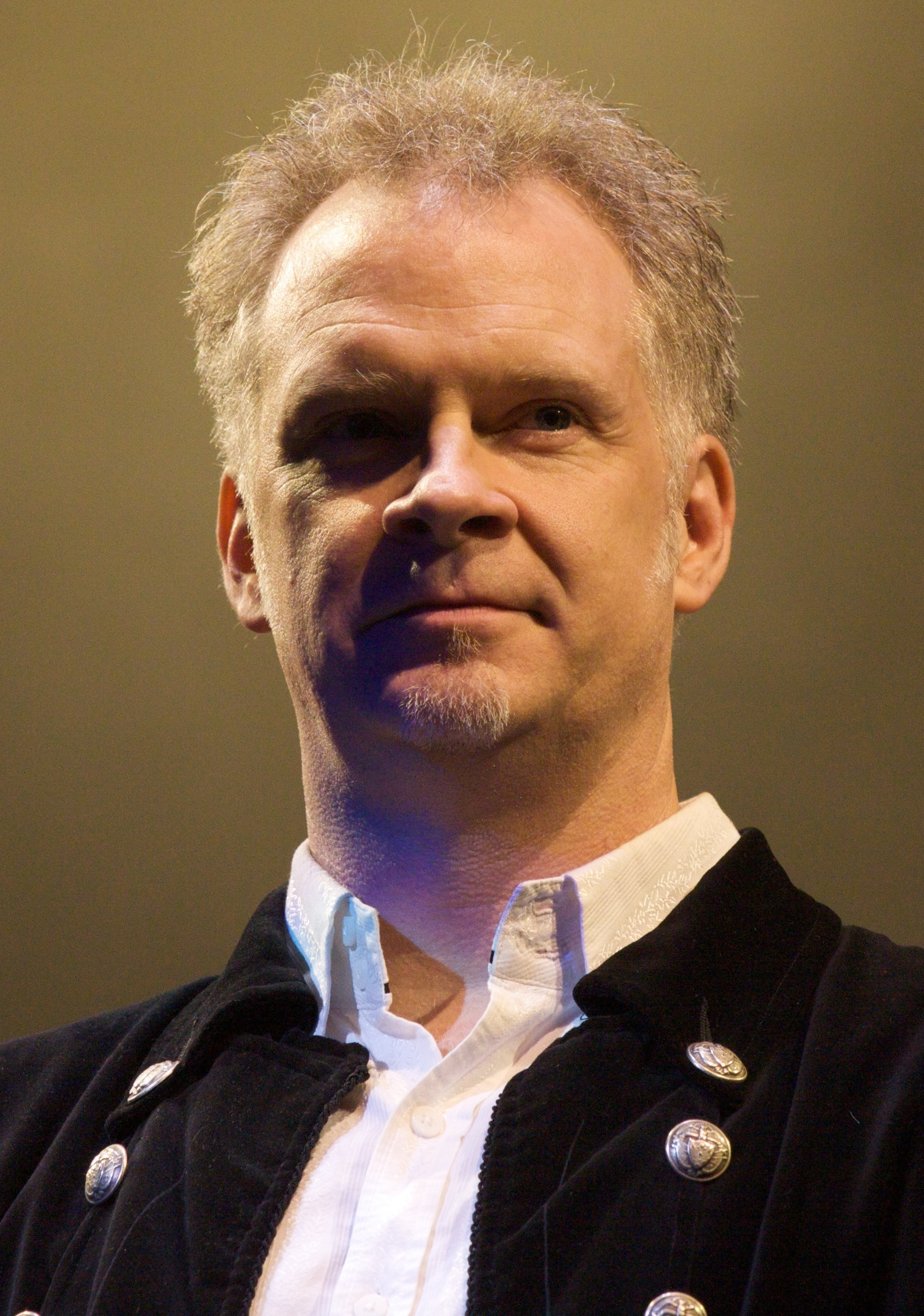
杰克·沃尔是《质量效应》的主作曲家。

《质量效应》的主要编剧德鲁·卡宾森曾任《旧共和国骑士》的资深编剧。游戏中的每个行星都有一个主编剧，所有参与制作的编剧都必须检查彼此的作品并提出批评。这种个人工作与协作反馈的方法在BioWare中很常见，并且卡宾森有必要确保所有不同区域的风格一致。编剧面临的最大挑战之一是他们为支持游戏的多重对话路径和故事结果而需要的写作量。他们用了三年时间把所有内容融入到游戏中，包括大约40万个单词和超过2万句语音对话。卡宾森说，这大约相当于20部电影或者4、5部完整的小说。
《星球大战》、《异形》、《银翼杀手》、《星际旅行II：可汗怒吼》和《星河舰队》等电影对游戏的氛围和艺术品质有重要影响。团队选择了杰克·沃尔为《质量效应》的主作曲家，他之前为BioWare于2005年发行的游戏《翡翠帝国》创作音乐，能够驾驭各种音乐风格。哈德森很清楚地知道在游戏中他想要什么样的音乐，但他给了沃尔一定的表达自我的艺术自由。根据沃尔的说法，主要愿景是“将70年代末期或80年代早期的电子乐器与更多有机元素结合起来”。沃尔之前从未写过这种风格的音乐，但作曲家山姆·哈利克帮助他在经典的管弦乐基础上加入了电子音乐。到项目结束时，作曲家理查德·雅克和大卫·凯特加入了沃尔和哈利克，按时完成了配乐。虽然为游戏编写的音乐总共有110分钟，但所有游戏内和电影化音乐都被制作成多个符杆，使它们的用途和种类最大化。游戏于2007年10月22日完成开发。

## 营销与发行
2005年10月4日，《质量效应》在阿姆斯特丹的X06展览中正式公布，为Xbox 360平台独占。2006年5月，官方在电子娱乐展（E3）上公布了一段游戏演示，随后其获得了游戏评论家奖中的最佳角色扮演游戏。IGN编辑在他们的最佳E3 2006奖中将游戏评为最佳图形技术和最具创新设计奖。他们还将其列为2007年最受期待的游戏之一。官方在2006年9月于巴塞罗那的X06展览上详细介绍了游戏的新功能，2007年3月在旧金山的游戏开发者大会上则展示了游戏开头的一个小时游玩流程。《质量效应》于2007年7月的E3上展出，获得了游戏评论家奖的最佳主机游戏和最佳角色扮演游戏，还于同年8月在莱比锡的游戏大会上展出。游戏的发行日期于2007年8月30日公布。如果玩家在澳大利亚某些零售商处预订游戏，那么他们可以获得免费赠送的光盘，其中包括5分钟的幕后纪录片、游戏配乐的曲目以及一些预告片。
《质量效应》于2007年11月20日在北美发布Xbox 360版本。然而，2007年11月16日，EB Games在澳大利亚打破了公众发行日期，它在先前收到了游戏的副本并将其作为开始分发的标志。游戏以标准版和限量珍藏版的形式发布。限量珍藏版含有游戏的独家背景内容、配乐和设计集，其中包含600多件艺术品和完整的音频评论。原声带专辑《质量效应原声带》（Mass Effect Original Soundtrack）与游戏一同发布，包含37首游戏曲目，时长1:15:59。专辑中有一首由加拿大电子摇滚乐队枫枝乐团创作的《M4 (Part II)》，在游戏片尾播放。
Demiurge Studios移植的游戏Microsoft Windows版本于2008年5月28日发行。此版本有专为个人电脑设计的优化控制、高分辨率图形、新用户界面和其他微小变化。BioWare最初打算使用数字版权管理软件SecuROM，它在安装后需要在线激活，并且每十天进行一次额外的认证检查，但公司在听取粉丝的批评后最终决定放弃使用。2012年，《质量效应》通过Edge of Reality公司移植到索尼的PlayStation 3平台，此版本改进了照明和视觉效果。游戏以数字形式发布于PlayStation Network，并作为质量效应三部曲合集的一部分。2015年，《质量效应》加入了Xbox One向后兼容的Xbox 360游戏列表中。

### 可下载内容
《质量效应》包含两个可下载内容包。第一个下载包《击落苍穹》（Bring Down the Sky）于2008年3月10日作为Xbox 360的付费下载内容发布，并于2008年5月28日免费发行于Microsoft Windows。2012年12月4日发行的PlayStation 3版本包含了此下载包。《击落苍穹》加入了一项新任务，玩家必须使用Mako战车探索一颗小行星并防止它撞向一个类地球行星。下载包还添加了一个新的外星种族和额外的支线任务。根据BioWare的说法，游玩全部内容需要90分钟。IGN的瑞安·格迪斯（Ryan Geddes）赞扬了下载包的附加内容和“令人惊叹”的视觉效果，而Eurogamer的丹·怀特黑德（Dan Whitehead）则批评其缺乏叙事以及重复使用在游戏本体中也可用的前哨地图。
第二个下载包《极点空间站》（Pinnacle Station）于2009年8月25日作为Xbox 360的付费下载内容和Microsoft Windows的免费下载内容发行。游戏的PlayStation 3版本未发行此DLC。下载包引入了一个训练设施，玩家可以参加八个虚拟现实战斗场景，分为四种不同的游戏类型，如死亡竞赛和夺旗。通过战斗场景后，玩家需要再完成四个才能解锁一个特殊的生存模式，其与之前的生存挑战相同，但需要玩家坚持五分钟。BioWare称《极点空间站》是一个“搏击俱乐部风格的竞技场”，最初他们打算在游戏本体中加入一个类似的竞技场，但因做的不好而放弃。媒体认为此下载包质量一般，没有吸引力且没有做的必要。

## 反响

### 专业评价
| 汇总媒体   | 得分                                |
| ---------- | ----------------------------------- |
| Metacritic | PC：89/100 PS3：85/100 X360：91/100 |

| 媒体            | 得分                              |
| --------------- | --------------------------------- |
| 1UP.com         | A                                 |
| 电脑与电子游戏  | 9/10                              |
| Edge            | 7/10                              |
| Eurogamer       | 8/10                              |
| Game Informer   | 9.75/10                           |
| GamePro         | 4.75/5                            |
| GameSpot        | PC：9/10 X360：8.5/10             |
| GameSpy         | [ 72 ]                            |
| GameTrailers    | 9.6/10                            |
| IGN             | PC：9.2/10 PS3：9/10 X360：9.4/10 |
| 官方Xbox杂志    | 10/10                             |
| GameCritics.com | 10/10                             |

《质量效应》发行后受到了游戏媒体的一致好评。游戏的互动式叙事和电影化设计受到高度好评，而战斗系统和车辆导航则普遍被视为游戏最弱的功能。GameSpot的凯文·范奥德（Kevin VanOrd）称《质量效应》为“一款优秀的游戏，有其吸引人之处，不过一些微小但重要的缺陷阻碍了其真正潜力的发挥。”同样，IGN的艾瑞克·布拉德维格（Erik Brudvig）认为其整体大于部分之和，虽然《质量效应》有许多技术问题，但游戏的大部分内容“有如此专业地表现，以至于掩盖了其弱点。”
Game Informer的安德鲁·雷纳（Andrew Reiner）称游戏的互动式叙事鼓励重玩，其细腻的故事“使人际关系感到真实——你关心你的舰员，你真的觉得你有能在整个银河系产生共鸣的声音。”
CVG的亚历克斯·戴尔（Alex Dale）也有类似的观点，称“从来没有一个叙事如此充分地扎根于电子游戏，从来没有一个玩家有如此多的自由来决定线性故事的发展。”媒体对游戏的详细角色模型、面部动画和配音也给予了类似的好评。1UP.com的珍妮弗·曹（Jennifer Tsao）认为数字演员表现出了现实生活中的表情，但承认声唇同步有一些问题。虽然视觉效果因其剧情场景和令人回味的配乐而受到赞誉，但评论员也注意到游戏不一致的帧率和过长的载入画面。
GamePro的卡梅伦·刘易斯（Cameron Lewis）赞扬了游戏的故事、深度和表演，而官方Xbox杂志的保罗·科索斯（Paul Curthoys）评论道游戏“被大多数游戏并不关注的情绪和瞬间所困扰”，将其描述为“电子游戏形式的伟大科幻小说”。相比之下，《Edge》的结论是，太空歌剧的设定未能提供“神话和异域情调以充分继承《星际大战》”。杂志还批评了人物角色和整体基调，称“《质量效应》很难被认真对待，因为它让人感到单调乏味。”Eurogamer的克里斯坦·里德（Kristan Reed）注意到游戏初期发展缓慢以及设定庞大，玩家在明白主要游戏内容前会感到困惑。
战斗系统因其不平衡的机制和小队成员糟糕的人工智能而受到批评。《Edge》评论道游戏的角色扮演元素并未与其动作元素完美融合，而IGN则批评小队机制的乏力，称小队成员“在引敌方面通常比炮灰更有用。”库存管理系统也受到批评，1UP.com称其令人痛苦与乏味。银河系探索方面毫不逊色于1986年的冒险游戏《星际航舰》，并且游戏可选任务的数量得到了正面肯定，但Mako战车部分因崎岖的行星设计和笨拙战斗机制而受批评。游戏的Microsoft Windows和PlayStation 3版本受到了类似Xbox 360版本的批评。

### 销量
在美国，《质量效应》在2007年11月的NPD集团电子游戏销量榜上排名第6，销量为47.3万份。The simExchange之前曾预测该时期的销量为328,000。次月，游戏跌出NPD前十。根据微软副总裁杰夫·贝尔（Jeff Bell）的说法，《质量效应》在不到三周的时间内全球销量达到100万。发行六周后，游戏销量上升至160万，VentureBeat的狄恩·高桥（Dean Takahashi）在2008年3月指出游戏“预计销售额将超过200万，营收约1.2亿美元”。2008年11月，游戏的Xbox 360版本获得了娱乐和休闲软件发行商组织颁发的“金牌”认证，表明其在英国的最终销售量至少为20万。2011年4月，据报道《质量效应》及其续作合计全球销量超过700万。

### 荣誉
《质量效应》获得了多项年终奖，包括2007年斯派克电子游戏大奖的最佳RPG、第11界年度互动成就奖的年度角色扮演游戏和IGN 2007年度最佳奖的最佳RPG。此外，《纽约时报》将《质量效应》评为年度游戏。2008年，IGN编辑在选出的25款最佳Xbox 360游戏中将本作排在第一。
| \| 年份 \| 奖项 \| 类别 \| 获提名 \| 结果 \| 来源 \| \| ---- \| ------------------------- \| ------------------------ \| ------------ \| ---- \| ---------- \| \| 2007 \| 斯派克电子游戏大奖 \| 年度游戏 \| 《质量效应》 \| 提名 \| [86][91] \| \| 2007 \| 斯派克电子游戏大奖 \| 最佳RPG \| 《质量效应》 \| 獲獎 \| [86][91] \| \| 2007 \| 斯派克电子游戏大奖 \| 最佳画面 \| 《质量效应》 \| 提名 \| [86][91] \| \| 2007 \| 斯派克电子游戏大奖 \| 最佳Xbox 360游戏 \| 《质量效应》 \| 提名 \| [86][91] \| \| 2007 \| 斯派克电子游戏大奖 \| 最佳原创配乐 \| 《质量效应》 \| 提名 \| [86][91] \| \| 2007 \| TeamXbox年度游戏奖 \| 年度最佳角色扮演游戏 \| 《质量效应》 \| 獲獎 \| [92] \| \| 2007 \| TeamXbox年度游戏奖 \| 年度最佳故事 \| 《质量效应》 \| 獲獎 \| [93] \| \| 2007 \| TeamXbox年度游戏奖 \| 年度游戏 \| 《质量效应》 \| 獲獎 \| [94] \| \| 2007 \| IGN 2007年度最佳奖 \| 最佳RPG（Xbox 360） \| 《质量效应》 \| 獲獎 \| [95] \| \| 2007 \| IGN 2007年度最佳奖 \| 最佳艺术设计（Xbox 360） \| 《质量效应》 \| 提名 \| [96] \| \| 2007 \| IGN 2007年度最佳奖 \| 最佳片尾曲（Xbox 360） \| 《质量效应》 \| 提名 \| [97] \| \| 2007 \| IGN 2007年度最佳奖 \| 最佳故事（Xbox 360） \| 《质量效应》 \| 獲獎 \| [98] \| \| 2007 \| IGN 2007年度最佳奖 \| Xbox 360年度最佳游戏 \| 《质量效应》 \| 提名 \| [99] \| \| 2007 \| IGN 2007年度最佳奖 \| 最佳RPG（全平台） \| 《质量效应》 \| 獲獎 \| [88] \| \| 2007 \| IGN 2007年度最佳奖 \| 最佳艺术设计（全平台） \| 《质量效应》 \| 提名 \| [100] \| \| 2007 \| IGN 2007年度最佳奖 \| 最佳原创配乐（全平台） \| 《质量效应》 \| 獲獎 \| [101] \| \| 2007 \| IGN 2007年度最佳奖 \| 最佳音效使用（全平台） \| 《质量效应》 \| 提名 \| [102] \| \| 2007 \| IGN 2007年度最佳奖 \| 最佳故事（全平台） \| 《质量效应》 \| 獲獎 \| [103] \| \| 2007 \| IGN 2007年度最佳奖 \| 最佳开发商（全平台） \| BioWare \| 提名 \| [104] \| \| 2007 \| IGN 2007年度最佳奖 \| 全平台年度游戏 \| 《质量效应》 \| 提名 \| [105] \| \| 2008 \| 第11届年度互动成就奖 \| 角色扮演年度游戏 \| 《质量效应》 \| 獲獎 \| [87] \| \| 2008 \| 第11届年度互动成就奖 \| 主机年度游戏 \| 《质量效应》 \| 提名 \| [87] \| \| 2008 \| 第11届年度互动成就奖 \| 故事发展杰出成就 \| 《质量效应》 \| 提名 \| [87] \| \| 2008 \| 第11届年度互动成就奖 \| 杰出角色表现 \| 《质量效应》 \| 提名 \| [87] \| \| 2008 \| 第8届年度游戏开发者选择奖 \| 创新奖 \| 《质量效应》 \| 提名 \| [106] \| \| 2008 \| 第8届年度游戏开发者选择奖 \| 音效 \| 《质量效应》 \| 提名 \| [106] \| \| 2008 \| 第8届年度游戏开发者选择奖 \| 游戏设计 \| 《质量效应》 \| 提名 \| [106] \| \| 2008 \| 第8届年度游戏开发者选择奖 \| 剧本 \| 《质量效应》 \| 提名 \| [106] \| \| 2008 \| IGN 2008年度最佳 \| 最佳RPG（PC） \| 《质量效应》 \| 提名 \| [107] \| \| 2008 \| IGN 2008年度最佳 \| 最佳原创配乐（PC） \| 《质量效应》 \| 獲獎 \| [108] \| \| 2008 \| IGN 2008年度最佳 \| 最佳配音（PC） \| 《质量效应》 \| 提名 \| [109] \| \| 2008 \| IGN 2008年度最佳 \| 最佳故事（PC） \| 《质量效应》 \| 獲獎 \| [110] \| \| 2009 \| 第五届英国学院游戏奖 \| 故事与角色 \| 《质量效应》 \| 提名 \| [111][112] \| |                           |                          |              |      |                 |
| 年份 | 奖项                      | 类别                     | 获提名       | 结果 | 来源            |
| 2007 | 斯派克电子游戏大奖        | 年度游戏                 | 《质量效应》 | 提名 | [ 86 ] [ 91 ]   |
| 2007 | 斯派克电子游戏大奖        | 最佳RPG                  | 《质量效应》 | 獲獎 | [ 86 ] [ 91 ]   |
| 2007 | 斯派克电子游戏大奖        | 最佳画面                 | 《质量效应》 | 提名 | [ 86 ] [ 91 ]   |
| 2007 | 斯派克电子游戏大奖        | 最佳Xbox 360游戏         | 《质量效应》 | 提名 | [ 86 ] [ 91 ]   |
| 2007 | 斯派克电子游戏大奖        | 最佳原创配乐             | 《质量效应》 | 提名 | [ 86 ] [ 91 ]   |
| 2007 | TeamXbox年度游戏奖        | 年度最佳角色扮演游戏     | 《质量效应》 | 獲獎 | [ 92 ]          |
| 2007 | TeamXbox年度游戏奖        | 年度最佳故事             | 《质量效应》 | 獲獎 | [ 93 ]          |
| 2007 | TeamXbox年度游戏奖        | 年度游戏                 | 《质量效应》 | 獲獎 | [ 94 ]          |
| 2007 | IGN 2007年度最佳奖        | 最佳RPG（Xbox 360）      | 《质量效应》 | 獲獎 | [ 95 ]          |
| 2007 | IGN 2007年度最佳奖        | 最佳艺术设计（Xbox 360） | 《质量效应》 | 提名 | [ 96 ]          |
| 2007 | IGN 2007年度最佳奖        | 最佳片尾曲（Xbox 360）   | 《质量效应》 | 提名 | [ 97 ]          |
| 2007 | IGN 2007年度最佳奖        | 最佳故事（Xbox 360）     | 《质量效应》 | 獲獎 | [ 98 ]          |
| 2007 | IGN 2007年度最佳奖        | Xbox 360年度最佳游戏     | 《质量效应》 | 提名 | [ 99 ]          |
| 2007 | IGN 2007年度最佳奖        | 最佳RPG（全平台）        | 《质量效应》 | 獲獎 | [ 88 ]          |
| 2007 | IGN 2007年度最佳奖        | 最佳艺术设计（全平台）   | 《质量效应》 | 提名 | [ 100 ]         |
| 2007 | IGN 2007年度最佳奖        | 最佳原创配乐（全平台）   | 《质量效应》 | 獲獎 | [ 101 ]         |
| 2007 | IGN 2007年度最佳奖        | 最佳音效使用（全平台）   | 《质量效应》 | 提名 | [ 102 ]         |
| 2007 | IGN 2007年度最佳奖        | 最佳故事（全平台）       | 《质量效应》 | 獲獎 | [ 103 ]         |
| 2007 | IGN 2007年度最佳奖        | 最佳开发商（全平台）     | BioWare      | 提名 | [ 104 ]         |
| 2007 | IGN 2007年度最佳奖        | 全平台年度游戏           | 《质量效应》 | 提名 | [ 105 ]         |
| 2008 | 第11届年度互动成就奖      | 角色扮演年度游戏         | 《质量效应》 | 獲獎 | [ 87 ]          |
| 2008 | 第11届年度互动成就奖      | 主机年度游戏             | 《质量效应》 | 提名 | [ 87 ]          |
| 2008 | 第11届年度互动成就奖      | 故事发展杰出成就         | 《质量效应》 | 提名 | [ 87 ]          |
| 2008 | 第11届年度互动成就奖      | 杰出角色表现             | 《质量效应》 | 提名 | [ 87 ]          |
| 2008 | 第8届年度游戏开发者选择奖 | 创新奖                   | 《质量效应》 | 提名 | [ 106 ]         |
| 2008 | 第8届年度游戏开发者选择奖 | 音效                     | 《质量效应》 | 提名 | [ 106 ]         |
| 2008 | 第8届年度游戏开发者选择奖 | 游戏设计                 | 《质量效应》 | 提名 | [ 106 ]         |
| 2008 | 第8届年度游戏开发者选择奖 | 剧本                     | 《质量效应》 | 提名 | [ 106 ]         |
| 2008 | IGN 2008年度最佳          | 最佳RPG（PC）            | 《质量效应》 | 提名 | [ 107 ]         |
| 2008 | IGN 2008年度最佳          | 最佳原创配乐（PC）       | 《质量效应》 | 獲獎 | [ 108 ]         |
| 2008 | IGN 2008年度最佳          | 最佳配音（PC）           | 《质量效应》 | 提名 | [ 109 ]         |
| 2008 | IGN 2008年度最佳          | 最佳故事（PC）           | 《质量效应》 | 獲獎 | [ 110 ]         |
| 2009 | 第五届英国学院游戏奖      | 故事与角色               | 《质量效应》 | 提名 | [ 111 ] [ 112 ] |

### 争议
《质量效应》有一个可选的子情节，即玩家可以与非玩家角色建立恋爱关系。如果关系发展得更亲密，则会出现包含部分裸体和性行为的剧情画面。这种场景首先受到了新保守主义博主凯文·麦卡洛（Kevin McCullough）的关注，他在一篇文章中指出“《质量效应》可以让玩家以他们喜欢的任何方式与任何种类的任何人发生性行为”，“凭借其超强的网络功能，虚拟高潮强奸只需按一下按钮就可实现了”。这篇文章遭到了游戏界和长期反淫秽运动家杰克·汤普森的批评，后者称“这种不着边际的争议是完全荒谬的”。虽然麦卡洛最终发表了道歉声明，但他仍然认为游戏令人反感。
同样，福斯新聞頻道的主播玛莎·麦卡勒姆（Martha MacCallum）在节目中讨论了游戏的性内容。麦卡勒姆表示，游戏的“尺度过大”，并且允许玩家进行“全屏图形化性爱”。自称心理学专家的库帕·劳伦斯（Cooper Lawrence）和游戏媒体人杰夫·基斯利（Geoff Keighley）也接受了采访。劳伦斯称电子游戏中的性内容在教他们的活跃用户将女性视为欲望对象，仅因他们的性欲才有价值。她补充道，此游戏的玩家角色是一个可以决定想和多少女人在一起的男人。基斯利把重点放在挑战她陈述的准确性上，并询问她是否真的玩过这个游戏，她的回答是“没有”。BioWare的母公司EA要求福斯新聞进行更正，但他们只是回应道公司有机会出现在频道上。
在看到某人玩了大约两个半小时游戏后，劳伦斯最终收回了她早先的陈述。她补充说她被告知游戏类似于色情内容，并指出她“见过的情节更加露骨”。在此期间，她的最新著作被许多亚马逊的消费者评价为一星（满分为五星），这很大程度上是一个被冒犯的游戏社区的反应，其中许多评论都讽刺道，他们没读过这本书，但是从别人那里听说这本书很糟糕，因而打了低分。《质量效应》在新加坡也被封禁了一段很短的时间，之后游戏被提升至M18评级。该国的审查机构表示，外星人和人类女性的爱抚场景是游戏不能在电子游戏商店上架的主要原因。

## 续作
由于《质量效应》被计划为三部曲的第一部，因此续作的开发在游戏发行前不久就已开始。续作名为《质量效应2》，于2010年1月26日发行于Microsoft Windows和Xbox 360平台，2011年1月18日发行于PlayStation 3平台。通过导入已通关的初代《质量效应》游戏存档，玩家可以通过多种方式影响《质量效应2》的故事。续作获得了重大成功，得到多个年终奖，包括2011年D.I.C.E奖的年度游戏奖和英国电影和电视艺术学院奖的最佳游戏奖。